# Сима Ћирковић
Сима Ћирковић (Осијек, 29. јануар 1929 — Београд, 14. новембар 2009) био је српски историчар и академик. Био је један од највећих стручњака за историју српског средњег века. Објавио је велики број радова и монографија од којих су најзначајније Историја средњовековне босанске државе и Срби у средњем веку.

## Образовање и академска каријера
Основну школу учио је у Сомбору, Девету београдску гимназију у Београду (1941—1944) и Сомбору (1945—1948), Историјску групу наука студирао је на Филозофском факултету Универзитета у Београду (1948—1952). По дипломирању краће време је службовао у Државној архиви у Зрењанину и Народној библиотеци у Београду да би 1955. добио место асистента у Историјском институту у Београду. На Филозофском факултету је 1957. одбранио докторску дисертацију Херцег Стефан Вукчић и његово доба (објављено као књига 1964. године). Недуго затим је изабран за асистента а потом доцента на катедри за историју народа Југославије у средњем веку на Филозофском факултету у Београду (1957). Од тада је до пензионисања 1994. радио на Факултету, од 1963. као ванредни, од 1968. као редовни професор. Био је продекан (1964—1966) и декан Филозофског факултета у Београду (1974—1975).
Изабран је 1972. за дописног а 1981. за редовног члана Српске академије наука и уметности. У САНУ је вршио дужност заменика секретара те секретара Одељења историјских наука, а затим је био и генерални секретар Академије и члан председништва. Генерални секретар САНУ био је у периоду између 1981. и 1985. године. Постао је члан и других академија: ЈАЗУ, ЦАНУ, ВАНУ, АНУБиХ, Académie européenne d'histoire у Бриселу.

## Научни рад
Основна област истраживања Симе Ћирковића је средњовековна историја јужнословенских народа а карактерише их тематска разноврсност, методолошка иновација, критичност и тежња ка синтези. Изворну подлогу је ширио истраживањима у архивима Дубровника, Венеције, Хиландара и Будимпеште. Објавио је велики број студија о којим податке пружају библиографије. Тридесет студија о општијим темама сабрано је у књизи Работници, војници, духовници, друштва средњовековног Балкана објављеној у Београду 1997. године.
Упоредо са већ поменутом дисертацијом изашла је књига Историја средњовековне босанске државе у Београду 1964. године. Са групом аутора учествовао је у писању Историје Црне Горе, књ. II, том 1-2 (1970). Са Иваном Божићем, Милорадом Екмечићем и Владимиром Дедијером објавио је књигу: Историја Југославије (Београд 1972, на енглеском језику Њујорк 1974, на кинеском Пекинг 1984). Био је уредник прве књиге Историја српског народа (Београд, 1981). Књига Срби у средњем веку првобитно је објављена на италијанском (Милано 1992, 1994), преведена је на француски (Париз 1992) и руски (Москва 1996), код нас је објављена 1995. и 1997. године. Учествовао је и у неким европским делима, написао преглед средњовековне прошлости Западних и Јужних Словена. (Gli Slavi occidentali e meridionali e l' area balcanica) за трећи том Il Medioevo, Storia d'Europa (Торино 1995).
Ћирковић је сарађивао у већем броју монографија о манастирима (Студеница, Пећка патријаршија, Есфигмен) и градовима (Бар, Будва, Голубац, Пријепоље, Смедерево, Сремска Митровица, Сомбор, Шабац). У дужем периоду се бавио изворима: приредио је српске повеље Лавре светог Атанасија (Париз, 1982) и српске повеље манастира светог Пантелејмона (Париз, 1982) за едицију Archives de l'Athos. Превео је и коментарисао одломке из дела Нићифора Григоре и Јована Кантакузина до 1341. године у књизи VI Византијских извора (са Божидаром Ферјанчићем), идентификовао је и коментарисао изворе Мавра Орбина (1968), превео и коментарисао изворе о Косовској бици (1989). Учествовао је у приређивањима дела старијих историчара (С. Новаковића, М. Динића, Љ. Стојановића). У новије време бави се историјом српске историографије. Написао је велики број одредница у Енциклопедији српске историографије и Лексикону српског средњег века.
Ћирковић је објавио велики број научних и стручних радова и прилога.
У новија историографска дела академика Ћирковића спада књига "Срби међу европским народима" (2004), такође објављена на енглеском језику под насловом: The Serbs (2004) у библиотеци The Peoples of Europe („Народи Европе“) британске издавачке куће The Blackwell Publishing. Дело, које на луцидан и ерудитиван начин обрађује српску историју од досељавања Словена до краја 20. века, појавило се и у издању на српском језику 2005. и то у идентичној опреми као претходно енглеско издање. Поред тога, Завод за уџбенике и настава средства је објавио прву стручну монографију посвећену најмоћнијем средњовековном владару Србије Стефан Душан, краљ и цар (Београд 2005) коју су заједничким радом написали академик Ћирковић и његов дугогодишњи пријатељ и сарадник, покојни Божидар Ферјанчић. Монографија о цару Душану биће ускоро реиздата са потпуним критичким апаратом у издању Византолошког института САНУ.

## Критике
Сима Ћирковић је добио најбоље критике од већине модерних критичких историчара, прву похвалу добивши од хрватске историчарке Наде Клаић. Између осталог, западни историчари сматрају да је Сима Ћирковић један од ретких југословенских историчара који је ослободио своје дело од могућих националистичких утицаја и објективно сагледао историјску науку. У светској историографији, он се сматра ауторитетом за историју средњовековне Босне.

## Награде
- Просветина награда, 1972
- Седмојулска награда СР Србије 1982.
- Октобарска награда града Београда 1987.
- Орден рада са црвеном звездом 1988.
- 2000: Награда Браћа Карић
- Награда града Београда 2006,
- Медаља Константин Јиречек Немачког друштва за југоисточну Европу[3]

## Дела
- Ћирковић, Сима (1953). „Две године босанске историје (1414 и 1415)”. Историски гласник. 6 (3-4): 29—42.
- Ћирковић, Сима (1954). „Властела и краљеви у Босни после 1463 године”. Историски гласник. 7 (3): 123—131.
- Ћирковић, Сима (1956). „Осумњичене повеље књегиње Милице и деспота Стефана”. Историски часопис. 6: 139—152.
- Ћирковић, Сима (1958). „Остаци старије друштвене структуре у босанском феудалном друштву”. Историски гласник. 11 (3-4): 155—164.
- Ćirković, Sima (1959). Srednjevekovna srpska država: Izabrani izvori. Zagreb: Školska knjiga.
- Ћирковић, Сима (1960). „Један прилог о бану Кулину”. Историски часопис. 9—10 (1959): 71—77.
- Ћирковић, Сима (1963). „Четвртина”. Зборник Филозофског факултета у Београду. 7 (1): 273—276.
- Ћирковић, Сима (1964). Историја средњовековне босанске државе. Београд: Српска књижевна задруга.
- Ћирковић, Сима (1964). Херцег Стефан Вукчић-Косача и његово доба. Београд: Научно дело.
- Ћирковић, Сима (1964). „Сугуби венац: Прилог историји краљевства у Босни”. Зборник Филозофског факултета у Београду. 8 (1): 343—370.
  - Ćirković, Sima (2014) [1964]. „The Double Wreath: A Contribution to the History of Kingship in Bosnia”. Balcanica. 45: 107—143.
- Ћирковић, Сима (1968). Голубац у средњем веку. Пожаревац: Браничево.
- Ćirković, Sima (1969). „Đurađ Kastriot Skenderbeg i Bosna”. Simpoziumi per Skenderbeun: Simpozijum o Skenderbegu. Priština: Instituti albanologjik. стр. 51—56.
- Ћирковић, Сима (1970). „Зета у држави Немањића” (PDF). Историја Црне Горе. 2 (1). Титоград: Редакција за историју Црне Горе. стр. 3—93.
- Ћирковић, Сима (1970). „Доба Балшића (први део)” (PDF). Историја Црне Горе. 2 (2). Титоград: Редакција за историју Црне Горе. стр. 3—48.
- Ћирковић, Сима (1970). „О деспоту Вуку Гргуревићу”. Зборник за ликовне уметности. 6: 283—290.
- Ћирковић, Сима (1970). „Rasciani regales Владислава I Јагелонца”. Зборник за историју. 1: 79—82.
- Ćirković, Sima; Kovačević-Kojić, Desanka (1970). „Zdravstvene prilike u srednjovjekovnoj bosanskoj državi”. Acta historica medicinae, pharmatiae et veterinae. 10 (2): 93—98.
- Ћирковић, Сима (1971). „Димитрије Кидон о Косовском боју”. Зборник радова Византолошког института. 13: 213—219.
- Božić, Ivan; Ćirković, Sima; Ekmečić, Milorad; Dedijer, Vladimir (1972). Istorija Jugoslavije (1. изд.). Beograd: Prosveta.
  - Božić, Ivan; Ćirković, Sima; Ekmečić, Milorad; Dedijer, Vladimir (1973). Istorija Jugoslavije (2. изд.). Beograd: Prosveta.
- Ćirković, Sima (1973). „Odjeci ritersko-dvorjanske kulture u Bosni krajem srednjeg veka”. Srednjovjekovna Bosna i evropska kultura: Radovi sa simpozijuma. Zenica: Muzej grada Zenice. стр. 33—40.
- Dedijer, Vladimir; Božić, Ivan; Ćirković, Sima; Ekmečić, Milorad (1974). History of Yugoslavia. New York: McGraw-Hill Book Company.
- Ћирковић, Сима (1981). „Образовање српске државе”. Историја српског народа. 1. Београд: Српска књижевна задруга. стр. 141—155.
- Ћирковић, Сима (1981). „Србија између Византијског царства и Бугарске”. Историја српског народа. 1. Београд: Српска књижевна задруга. стр. 156—169.
- Ћирковић, Сима (1981). „Осамостаљивање и успон дукљанске државе”. Историја српског народа. 1. Београд: Српска књижевна задруга. стр. 180—196.
- Ћирковић, Сима (1982). „Године криза и превирања”. Историја српског народа. 2. Београд: Српска књижевна задруга. стр. 47—63.
- Ћирковић, Сима (1982). „Противречности балканске политике”. Историја српског народа. 2. Београд: Српска књижевна задруга. стр. 230—240.
- Ћирковић, Сима (1982). „Кретања према северу”. Историја српског народа. 2. Београд: Српска књижевна задруга. стр. 314—329.
- Ћирковић, Сима (1982). „Српска властела у борби за обнову Деспотовине”. Историја српског народа. 2. Београд: Српска књижевна задруга. стр. 373—389.
- Ћирковић, Сима (1982). „Пад Босне и покушаји отпора турском освајању”. Историја српског народа. 2. Београд: Српска књижевна задруга. стр. 390—402.
- Ћирковић, Сима (1982). „Српски живаљ на новим огњиштима”. Историја српског народа. 2. Београд: Српска књижевна задруга. стр. 431—444.
- Ћирковић, Сима (1982). „Последњи Бранковићи”. Историја српског народа. 2. Београд: Српска књижевна задруга. стр. 445—464.
- Ћирковић, Сима (1982). „Срби у одбрани угарских граница”. Историја српског народа. 2. Београд: Српска књижевна задруга. стр. 465—478.
- Ћирковић, Сима (1982). „Последњи деспоти”. Историја српског народа. 2. Београд: Српска књижевна задруга. стр. 479—490.
- Ћирковић, Сима (1984). „Владарски двори око језера на Косову”. Зборник за ликовне уметности. 20: 67—83.
- Ћирковић, Сима (1985). „Средњовековна прошлост данашњег Косова”. Зборник Филозофског факултета у Београду. 15 (1): 151—166.
- Ćirković, Sima (1989). „Kolevka Srbije”. Kosovo: Prošlost i sadašnjost. Beograd: Međunarodna politika. стр. 19—30.
- Ćirković, Sima (1989). „The Cradle of Serbia”. Kosovo: Past and Present. Beograd: Review of International Affairs. стр. 21—38.
- Ђурић, Војислав Ј.; Ћирковић, Сима; Кораћ, Војислав (1990). Пећка патријаршија. Београд-Приштина: Југословенска ревија; Јединство.
- Ћирковић, Сима (1990). „Србија уочи битке на Косову”. Косовско-метохијски зборник. 1: 3—20.
- Ћирковић, Сима (1991). „Трагови словенског становништва на тлу Албаније у средњем веку”. Становништво словенског поријекла у Албанији. Титоград: Историјски институт. стр. 43—56.
- Ćirković, Sima (1992). Kosovska bitka kao istorijski problem. Novi Sad: Vojvođanska akademija nauka i umetnosti.
- Ћирковић, Сима (1995). Срби у средњем веку. Београд: Идеа.
- Ћирковић, Сима (1995). „Област кесара Војихне”. Зборник радова Византолошког института. 34: 175—184.
- Ћирковић, Сима (1996). „Ћириличко штампарство и култура балканских Словена”. Пет вјекова Октоиха: Прве штампане ћириличке књиге на словенском југу. Подгорица-Београд: ЦАНУ; САНУ. стр. 15—32.
- Ћирковић, Сима (1996). „Устанак банатских Срба”. Рад Музеја Војводине. 37-38 (1995-1996): 239—245.
- Ћирковић, Сима (1997). Работници, војници, духовници: Друштва средњовековног Балкана. Београд: Equilibrium.
- Ћирковић, Сима; Михаљчић, Раде, ур. (1997). Енциклопедија српске историографије. Београд: Knowledge.
- Ћирковић, Сима (1998). „Насељени градови Константина Порфирогенита и најстарија територијална организација”. Зборник радова Византолошког института. 37: 9—32.
- Ћирковић, Сима (1998). „Хиландарски метох у Зети”. Хиландарски зборник. 10: 145—152.
- Ћирковић, Сима; Михаљчић, Раде, ур. (1999). Лексикон српског средњег века. Београд: Knowledge.
- Ћирковић, Сима (2000). „Поствизантијски деспоти”. Зборник радова Византолошког института. 38 (19999-2000): 395—406.
- Ћирковић, Сима (2000). „Преци Немањини и њихова постојбина”. Стефан Немања - Свети Симеон Мироточиви: Историја и предање. Београд: САНУ. стр. 21—29.
- Ћирковић, Сима (2000). „Archiepiscopus Craynensis”. Историјски записи. 73 (1-2): 47—54.
- Ћирковић, Сима; Ковачевић-Којић, Десанка; Ћук, Ружа (2002). Старо српско рударство. Београд-Нови Сад: Вукова задужбина; Прометеј.
- Ћирковић, Сима (2002). „Косаче у историографији”. Српска проза данас: Косаче - оснивачи Херцеговине. Билећа-Гацко: Просвјета. стр. 209—220.
- Ћирковић, Сима (2003). „Павловића земља (Contrata dei Paulovich): Постанак и развитак великашке територије”. Земља Павловића: Средњи вијек и период турске владавине. Бања Лука: Академија наука и умјетности Републике Српске. стр. 37—45.
- Ћирковић, Сима (2004). Срби међу европским народима. Београд: Equilibrium.
- Ćirković, Sima (2004). The Serbs. Malden: Blackwell Publishing.
- Ферјанчић, Божидар; Ћирковић, Сима (2005). Стефан Душан краљ и цар: 1331-1355. Београд: Завод за уџбенике и наставна средства.
- Ћирковић, Сима (2005). Латинички препис Рударског законика деспота Стефана Лазаревића: Увод, текст, превод и коментари. Београд: САНУ.
- Ћирковић, Сима (2005). „Старија и млађа редакција Душановог законика”. Законик цара Стефана Душана: Зборник радова. Београд: САНУ. стр. 91—96.
- Ћирковић, Сима (2005). „Једно рано предање о паду Херцеговине”. Споменица Милана Васића. Бања Лука: Академија наука и умјетности Републике Српске. стр. 215—224.
- Ћирковић, Сима (2005). „О једном посредовању деспота Стефана између Угарске и Турске” (PDF). Истраживања. Филозофски факултет у Новом Саду. 16: 229—240. Архивирано из оригинала 24. 06. 2024. г. Приступљено 12. 04. 2025.
- Ћирковић, Сима (2006). „Последње године у последњем столећу српско-византијских односа”. Зборник радова Византолошког института. 43: 25—29.
- Ћирковић, Сима (2007). О историографији и методологији. Београд: Историјски институт.
- Ћирковић, Сима (2007). „О једној српско-угарској алијанси”. Зборник радова Византолошког института. 44: 411—421.
- Ћирковић, Сима (2007). „Превод повеље цара Стефана Душана граду Скадру (1346-1355)”. Стари српски архив. 6: 113—121.
- Ћирковић, Сима (2008). „Из старог Дубровника: Грађани рођени и грађани стечени” (PDF). Историјски часопис. 56: 21—37. Архивирано из оригинала 31. 10. 2023. г. Приступљено 12. 04. 2025.
- Ћирковић, Сима (2008). „Доментијанова просопографија”. Зборник радова Византолошког института. 45: 141—155.
- Ћирковић, Сима (2008). „Земља Мачва и град Мачва”. Прилози за књижевност, језик, историју и фолклор. 74: 3—20.
- Ћирковић, Сима (2009). „Почеци хартија од вредности у Срба”. Средњовековно право у Срба у огледалу историјских извора. Београд: САНУ. стр. 179—188.
- Ћирковић, Сима (2009). „Писмо митрополита јерусалимског Михаила Дубровчанима: 1386. после 20. јула, а пре 19. новембра”. Стари српски архив. 8: 129—135.
- Ћирковић, Сима (2009). „Друго писмо митрополита јерусалимског Михаила Дубровчанима: 1387, април-мај, пре 7. јуна”. Стари српски архив. 8: 137—141.
- Ћирковић, Сима (2010). „Допринос Љубомира Ковачевића хронологији српских повеља”. Глас САНУ. 414 (15): 17—21.
- Ћирковић, Сима (2010). „Помоћне историјске науке у делу Љубомира Стојановића”. Глас САНУ. 415 (26): 45—51.
- Ћирковић, Сима (2010). „Писмо Радоње Куделиновића Дубровнику о заоставштини требињског свештеника: 1375, пре октобра” (PDF). Грађа о прошлости Босне. 3: 63—67.
- Ћирковић, Сима (2011). „Повеља цара Стефана Душана о границама Котора: 1346-1355 (прерада из XV века)”. Стари српски архив. 10: 39—59.
- Мошин, Владимир; Ћирковић, Сима; Синдик, Душан (2011). Зборник средњовековних ћириличких повеља и писама Србије, Босне и Дубровника. 1. Београд: Историјски институт.